# Långsjön (Bjurholms socken, Ångermanland)
Långsjön är en sjö i Bjurholms kommun i Ångermanland och ingår i Lögdeälvens huvudavrinningsområde. Sjön har en area på 0,469 kvadratkilometer och ligger 301,2 meter över havet. Sjön avvattnas av vattendraget Karlsbäcken.

## Delavrinningsområde
Långsjön ingår i det delavrinningsområde (709454-163856) som SMHI kallar för Utloppet av Långsjön. Medelhöjden är 328 meter över havet och ytan är 5,63 kvadratkilometer. Räknas de 5 avrinningsområdena uppströms in blir den ackumulerade arean 24,93 kvadratkilometer. Karlsbäcken som avvattnar avrinningsområdet har biflödesordning 2, vilket innebär att vattnet flödar genom totalt 2 vattendrag innan det når havet efter 82 kilometer. Avrinningsområdet består mestadels av skog (75 procent) och sankmarker (16 procent). Avrinningsområdet har 0,47 kvadratkilometer vattenytor vilket ger det en sjöprocent på 8,3 procent.